# 5700 (année hébraïque)
5700 (hébreu : ה'ת"ש , abbr. : ת"ש) est une année hébraïque qui a commencé à la veille au soir du 14 septembre 1939 et s'est finie le 2 octobre 1940. Cette année a compté 385 jours. Ce fut une année embolismique dans le cycle métonique, avec deux mois de Adar - Adar I et Adar II. Ce fut la seconde année depuis la dernière année de chemitta.

## Calendrier
Ce calendrier hébraïque de l'année 5700 donne les correspondances avec les dates du calendrier grégorien.
Le premier nombre dans chaque case correspond au jour du mois hébraïque. Les jours en couleurs sont des jours remarquables juifs .
| ◄◄ | 5700 | ►► |

## Événements
- Seconde Guerre mondiale

## Naissances
- Haim Oron
- Esther Ofarim
- William Cohen

## Décès
- Vladimir Jabotinsky
- Boruch Ber Leibowitz
- Chaim Ozer Grodzinski
- Léon Trotski

5695 - 5696 - 5697 - 5698 - 5699 - 5700 - 5701 - 5702 - 5703 - 5704 - 5705